# 수안군
수안군(遂安郡)은 조선민주주의인민공화국의 황해북도 북부에 있는 군이다.

## 지리
평양시와 가까운 황해북도 내륙 지방에 위치한다. 북쪽은 평양과 인접한 연산군이며, 동북쪽은 신평군, 동쪽은 곡산군, 남쪽은 신흥군, 서남쪽은 서흥군, 서쪽은 연탄군으로 둘러싸여 있다.
하천은 례성강과 그 지류들 그리고 남강(南江)의 제1지류인 배미천, 황주천의 제2지류인 문화천(文化川)이 유입되어있는데, 길이 5km 이상의 하천은 15개이다.

## 역사
해방전의 수안군은 11개 면과 97개 리로 구성됐다. 1952년 12월 당시 수안군의 수안면, 천곡면, 대성면과 률계면의 3개리, 대오면 6개리, 신계군 사지면의 4개 리, 서흥군 구포면의 1개 리를 합병해 수안군(수안읍, 19개 리)을 구성했다.

## 행정 구역
1읍(수안읍(遂安邑)), 1구(남정로동자구(南亭勞動者區))와 17리(서평리(西坪里), 신대리(新垈里), 좌위리(佐位里), 상덕리(上德里), 수덕리(水德里), 철산리(鐵山里), 석교리(石橋里), 산북리(山北里), 천암리(泉岩里), 룡포리(龍浦里), 주경리(周耕里), 룡현리(龍峴里), 도전리(島田里), 옥치리(玉峙里), 성교리(星橋里))가 현재 있다.